# 西ノ台南
西ノ台南（にしのだいみなみ）は、茨城県つくばみらい市にある地名。郵便番号は300-2443。
　

## 地理
つくばみらい市の西部に位置する。地域内は昭和40年代に市街化区域に編入されたものの、10年以上開発されず、放置されている地域だった。そのことより、谷和原村（当時）は西ノ台に隣接する南側地域を1983年（昭和58年）に土地利用具体化促進地域に指定。その区域のうち、中北部にあたる地域を｢西ノ台南｣として開発が行われた。
総面積は2.5haとつくばみらい市最小で、全域が計画的に整備された初期計画85世帯の住宅地となっている。また、西ノ台と接する北側は急な上り坂となっている。
東は杉下、西・南は小絹、北は西ノ台と接している。

## 沿革
- 1978年（昭和53年）12月　土地利用具体化促進地域に指定される[3]。
- 1990年（平成2年）10月　土地利用具体化促進地域の中北部、筑波郡谷和原村大字小絹の一部より谷和原村大字西ノ台南を新設[4]。
- 2006年（平成18年）3月27日　筑波郡伊奈町と合併・市制施行し、つくばみらい市西ノ台南となる。

## 地名の由来
西ノ台の南に位置することによる。

## 町名の変遷
| 実施後   | 実施年月日 | 実施前（各大字ともその一部） |
| -------- | ---------- | ---------------------------- |
| 西ノ台南 | 1990年10月 | 小絹字前田                   |

## 世帯数と人口
2017年（平成29年）8月1日現在の世帯数と人口は以下の通りである。
| 大字     | 世帯数 | 人口  |
| -------- | ------ | ----- |
| 西ノ台南 | 93世帯 | 261人 |

## 交通
地域内には鉄道やバス路線はないが、隣接する西ノ台をつくばみらい市コミュニティバス「みらい号」が走っている。

## 小・中学校の学区
市立小・中学校に通う場合、学区は以下の通りとなる。
| 番地 | 小学校                     | 中学校                     |
| ---- | -------------------------- | -------------------------- |
| 全域 | つくばみらい市立小絹小学校 | つくばみらい市立小絹中学校 |